# Disynstemon paullinioides
Disynstemon paullinioides là một loài thực vật có hoa trong họ Đậu. Loài này được (Baker) M.Peltier miêu tả khoa học đầu tiên.